# Anton Semenovyč Makarenko
Anton Semenovič Makarenko (Bilopillja, 13 marzo 1888 – Mosca, 1º aprile 1939) è stato un pedagogista e educatore sovietico. Fu uno dei fondatori della pedagogia sovietica, elaborò la teoria dei collettivi autogestiti e introdusse il concetto di lavoro produttivo nel sistema educativo.

## Biografia
Nasce a Bilopillja (Oblast' di Sumy) in Ucraina (che in tale periodo fa parte dell'Impero russo) nel 1888 da una famiglia di operai.
Si diploma come maestro, durante la guerra civile del 1917 si dedica al recupero di ragazzi abbandonati, di strada, alcuni dediti a furti e crimini vari, tutti legati alle precarie condizioni materiali di vita (i besprizornye). Fonda la prima colonia di lavoro, chiamata colonia Gor’kij in cui inizia la sua esperienza di pedagogista ed educatore sovietico, insegnando primariamente il senso del dovere e la disciplina attraverso l’organizzazione della vita collettiva, mutuando dallo stile militare l’estetica e il rispetto dei ruoli, ma con il costante controllo delle assemblee autogestite. Come scrisse lui stesso nel suo Poema pedagogico, questo inquadramento fece sì che molti ragazzi fossero accettati volentieri dall' NKVD e vi si trovassero bene.  
Nel 1928, a causa di alcuni contrasti sorti con rappresentanti dell’istituzione per l'istruzione popolare in ragione dei suoi innovativi metodi educativi, dovette abbandonare la colonia da lui fondata per passare alla direzione di una scuola per orfani della NKVD - la polizia politica - la “comune Dzeržinskij”, una importante scuola professionale nei sobborghi di Charkiv. Tenne questo incarico fino al 1935.  

Nel 1935 assume la vicedirezione della sezione delle colonie di lavoro ucraine e si afferma la sua dottrina pedagogica, accettata anche dalla critica sovietica come modello educativo.
Vive a Mosca nell'ultimo periodo della sua vita. Muore improvvisamente nel 1939.

## La pedagogia
La pedagogia di Makarenko segue ideali e valori comunisti di ispirazione marxista, nel periodo rivoluzionario e dell'edificazione socialista in Unione Sovietica dopo il 1917, anno della rivoluzione d'ottobre.
In questa prospettiva, lo scopo dell'educazione è quello di formare un cittadino che sappia agire in collettività per il benessere sociale.
La concezione pedagogica è di tipo 'direttivo', in quanto un'educazione 'non direttiva', dunque non guidata e spontanea, può condurre all'egoismo individuale, che, pur non essendo il solo lato antropologico, è tipico della e funzionale alla società capitalistica borghese.

Makarenko accetta il metodo del centralismo democratico di Lenin.
Le sue idee sul collettivo e sulla disciplina costituiscono una forte critica alla pedagogia della spontaneità individuale, dunque all'attivismo pedagogico, così come l'uomo nuovo sovietico è l'antitesi del vecchio individuo borghese.

Molta importanza ha la disciplina, intesa come necessità atta a regolare la vita sociale. In un primo momento è giusto infatti insegnare e far rispettare norme e regole della comunità ai nuovi arrivati, che sono poco abituati ad un’ordinata vita comunitaria. In un secondo momento è indispensabile spiegarne motivazioni e finalità, accrescendo il senso di appartenenza del singolo al gruppo e il livello di consapevolezza collettiva verso il raggiungimento di determinati obiettivi utili a tutti. 

La responsabilità è un risultato dell'educazione. Ma, come la responsabilità, anche la disciplina è un risultato dell'educazione. Secondo Makarenko, molte teorie pedagogiche la pongono come presupposto dell'educazione. La sua definizione è nella complessiva filosofia del collettivo ed è il risultato di una lotta e non può prescindere nel modo più assoluto dagli effetti di un legame collettivo, dalla comprensione (che matura il senso di responsabilità) che il comportamento individuale è legato da mille fili ed è causa e conseguenza della condotta sociale.

La rottura e l'infrazione a regole condivise e accettate può provocare il deragliamento non personale, ma dell'insieme e dunque è l'insieme (nei collettivi è l'assemblea generale, nella famiglia è l'intero nucleo) a richiedere il rispetto di quelle regole e l'eventuale privazione alla vita comunitaria (nei collettivi, si giunge alla misura più grave con l'estromissione dalla comune, in famiglia ad esempio di non permettere la visione con gli altri a una rappresentazione teatrale).

La “disciplina cosciente” è una categoria, elaborata secondo il marxismo, politicamente da Lenin e pedagogicamente da Makarenko.

Il suo fine educativo è quello di un individuo che abbia coscienza politica e che contribuisca a edificare la società comunista. I pensieri individuali e collettivi devono condividere finalità e prospettive (le "linee prospettiche").

I fini dell'educazione sono sociali.
In Italia fra le maggiori esperte della pedagogia di Makarenko vi fu la partigiana e pedagogista Anna Maria Princigalli, che applicò le sue teorie ai Convitti Rinascita, in particolare a quello di Novara che ospitava bambini orfani di guerra.

### L'uomo è un prodotto sociale
In tutta la riflessione di Makarenko è palese la coscienza della transizione. La società sovietica è una società di transizione, in cui si sta edificando il socialismo e questa edificazione ha bisogno di una relativa stabilizzazione rivoluzionaria, cioè un passaggio, né troppo graduale né pretenziosamente repentino, da vecchie abitudini consolidate e tradizioni sedimentate nelle mentalità e nelle condotte, a nuovi comportamenti e nuovi modi di pensare. Anche il campo educativo ne è attraversato, anzi, ne deve essere attraversato poderosamente, permettendo il passaggio e ponendo le basi forti di una prassi pedagogica rinnovata e per questo rivoluzionaria, nell'ambito più generale dell'istituzione scolastica e formativa, così come nell'ambito più specificamente familiare. Dopo la rivoluzione, la società sovietica si organizza intorno a una mobilità sociale dinamica, che rompe con l'immobilità autocratica, si stabiliscono pari opportunità tra uomo e donna e la famiglia si pone essa stessa compiutamente come collettivo, precisamente come cellula collettiva del collettivo sociale più largo. 
Nel quadro del nuovo stato comunista, dunque, l'uomo sovietico deve inserirsi pienamente nella società, attraverso il lavoro, l'impegno politico e il sostegno delle ideologie socialiste.

Formazione politica e lavoro produttivo sono i due pilastri della nuova pedagogia.
L'uomo nuovo può dare risultati positivi dal proprio lavoro solo se educato politicamente e moralmente a partecipare alla vita sociale e politica.

### La metodologia del collettivo
Soggetto dell'educazione non è l'uomo singolo ma il collettivo.

Nel collettivo di Poltava, così come nell'esperienza della comune Dzerzinskij (a Charkiv), si tentano sperimentazioni di autogoverno (strutturato) e autodisciplina. Così come l'autogoverno non può non essere organizzato, così l'autodisciplina non può non scaturire da una disciplina cosciente, responsabile e motivata. L'educatore chiama il collettivo alla precondizione pedagogica dell'ordine esterno per un'unità dialettica con un ordine interiorizzato. La disciplina condivisa del reale autogoverno è il risultato di questa unità e non è affatto contrapposta alla libertà, intesa in senso marxista e leninista: la libertà sostanziale e non formale non è assenza di legami, è una categoria sociale, una parte del bene comune, la risultante di un comportamento sociale.

Lo stesso maestro, guida direttiva di coordinamento e organizzazione, ha un rapporto con i singoli attraverso il gruppo, attraverso la mediazione del collettivo ("azione pedagogica parallela").
L'individuo deve armonizzare i propri interessi ed esigenze con l'interesse generale della collettività, la quale è a sua volta tenuta a considerare le esigenze individuali.
Esistono due tipi di collettivi:
- Collettivo generale: si tratta di una struttura unitaria e organica, cioè un soggetto collettivo, non solo una somma di persone. Makarenko la definisce anche come una struttura "integrale" perché autosufficiente: in essa si sviluppano tutte le forme di vita del soggetto.
- Collettivo di base: trattasi di un'autoarticolazione interna del collettivo generale. Nasce da esigenze funzionali e pedagogiche.

Nel Collettivo di base o reparto gli individui sono legati tra loro dal lavoro, dalle amicizie, dalla vita in comune e dalla prospettiva condivisa.
Makarenko indica quelli che sono i metodi di formazione di un collettivo di base affinché questo sia più vicino al collettivo generale.
Le modalità organizzative sono quelle dell'estetica militare non del militarismo di preparazione alla guerra: essa si rende funzionale alla maturazione del senso di appartenenza e ad un comune rispecchiamento di simbologie di ideali, valori e regole condivise.
In una scuola, un collettivo di base non deve essere formato da ragazzi della stessa età, le classi devono essere aperte, cioè formate da ragazzi di differente età. In questo modo si evitano chiusure di gruppo, tipiche dei coetanei, a favore di un'organizzazione complessa e funzionale, con il risultato di cementare la forza del collettivo generale.
Nel 1988 l'UNESCO nomina Makarenko come uno dei 4 educatori che maggiormente hanno influenzato e determinato il pensiero pedagogico mondiale del XX secolo, insieme a Dewey, Montessori e Kerschesteiner 

## Lavoro e scuola
Nelle sue comunità la vita comunitaria è divisa tra studio e lavoro. È importante che la scuola sia laica ed aperta a tutti e che insegni una professione agli adolescenti disadattati (besprizornye, letteralmente ragazzi traviati) che accoglie.
Nella comunità di Makarenko i ragazzi dividono la giornata tra lavoro e studio, 4 ore di studio e 4 ore di lavoro produttivo.
Scuola e lavoro rappresentano due realtà distinte, in quanto hanno logiche e fini differenti. La scuola è finalizzata all'istruzione, il lavoro è finalizzato alla conoscenza degli schemi produttivi. Il lavoro non è solo strumento pedagogico, ma è competitivo come in una normale fabbrica. La comunità è divisa in reparti fissi (i falegnami, ecc.) o misti e stagionali (coloro che mettono in atto la semina). L'assemblea generale discute le regole ed applica sanzioni.

## Opere principali
- La marcia dell'anno '30, 1932
- Poema pedagogico 1933-1935
- Il libro per i genitori, 1937
- Bandiere sulle torri, 1938
- Pedagogia scolastica sovietica, 1941-1943

## Opere tradotte in italiano
- Consigli ai genitori. L'educazione del bambino nella famiglia sovietica , a cura di G.Berti, Roma, Associazione Italia-URSS, 1950
- Consigli ai genitori, Roma, Editori Riuniti, 1961
- Consigli ai genitori , (introduzione e a cura di Ferdinando Dubla), Napoli, La Città del Sole, 2005 ISBN 88-8292-272-3
- Poema Pedagogico , Roma, Rinascita,1952, 1955, introduzione di Lucio Lombardo-Radice
- Poema Pedagogico, Roma, Editori Riuniti, 1960, 1966, 1971 e 1976
- Bandiere sulle torri, 2 voll., Ed. di Cultura Sociale, 1955 (ed.or. 1938, è la storia romanzata della comune Dzerzinskij)
- La marcia dell'anno '30, Armando, 1960 (fu scritta nel 1930 e pubblicata nel 1932, riproduceva ancora la vita della comune Dzerzinskij dal 1927 al 1930)
- Pedagogia scolastica sovietica, Roma, Armando, 1960 e 1974
- Il mestiere di genitore, 2 voll., Roma, 1961 (è il I vol. del Libro per i genitori, scritto nel 1936 e rimasto incompiuto rispetto all'intenzione originaria in quattro volumi)
- Carteggio con Gor'kij e altri scritti, Armando, 1968, che riporta la traduzione di quattro importanti conferenze:
  - Metodologia per l'organizzazione del processo educativo (1935-1936)
  - I pedagoghi alzano le spalle (1932)
  - Alcune conclusioni della mia esperienza pedagogica (1938)
  - Le mie concezioni pedagogiche (1939)